# Vopli

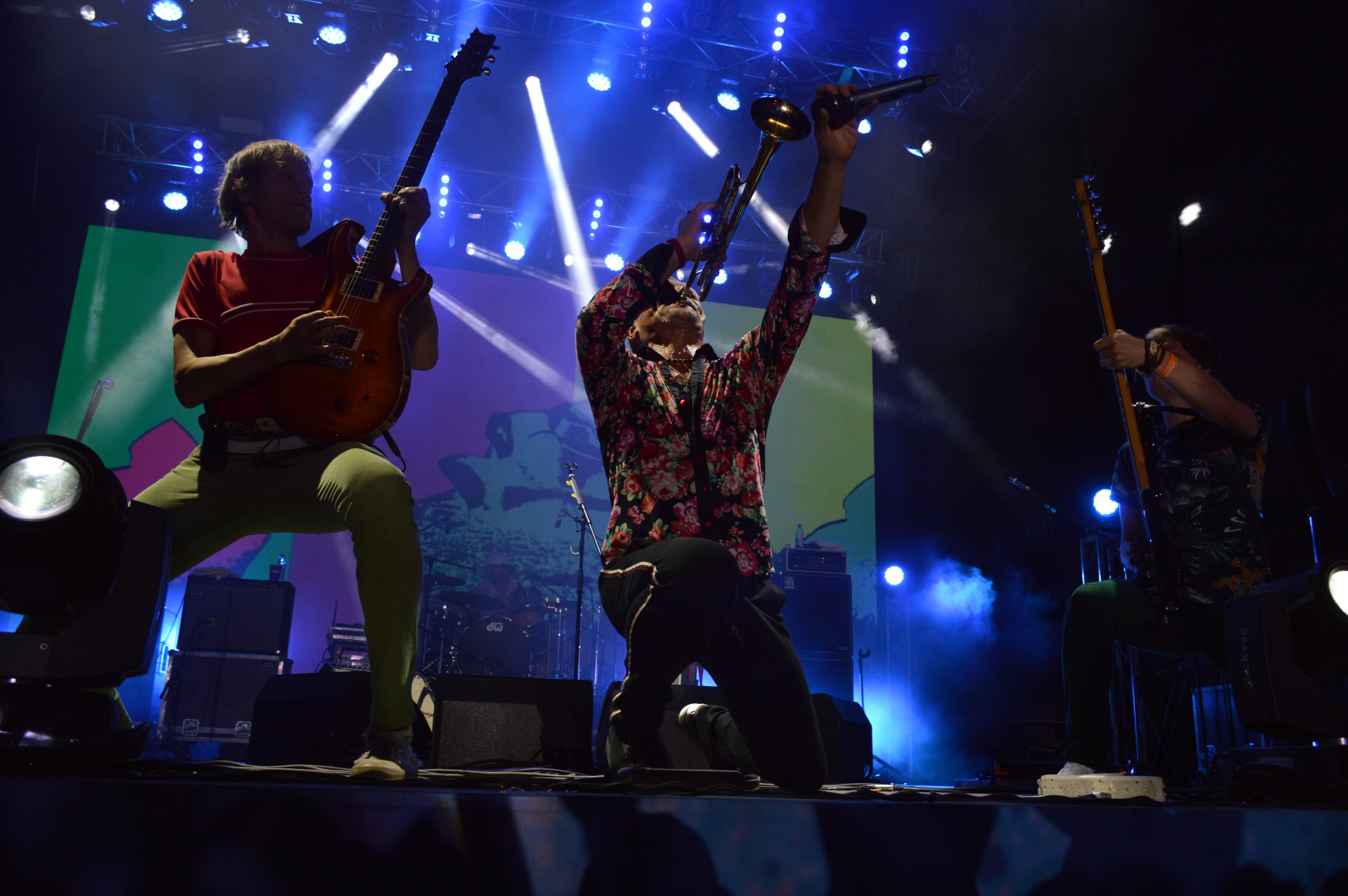
Ukrajinská rocková kapela Vopli Vidopliassova v roce 2018

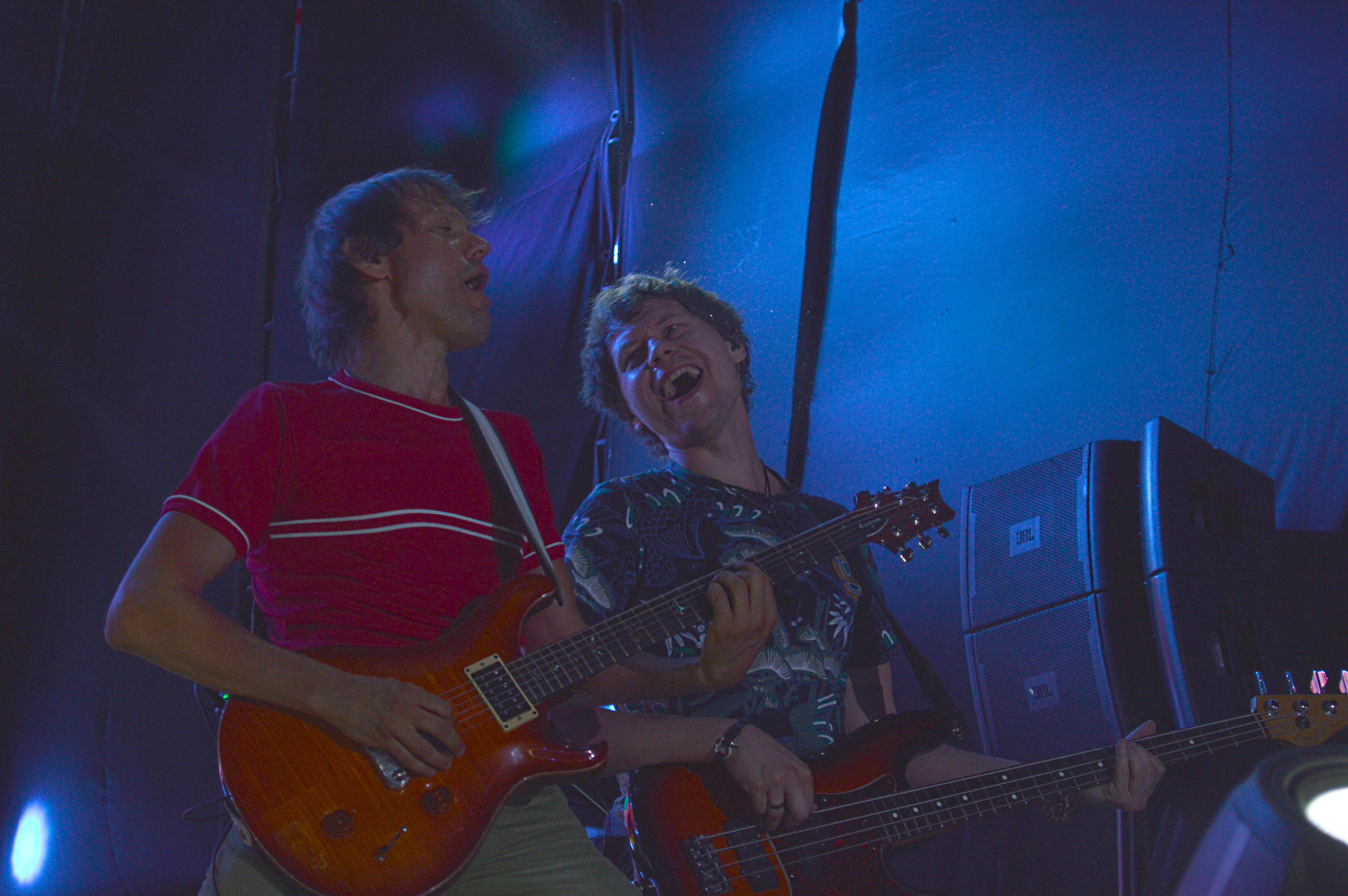
Členové kapely v roce 2018

Vopli Vidopliassova nebo VV (ukrajinsky Воплі Відоплясова, ВВ) je velmi populární ukrajinská rocková kapela. Byla založena v roce 1986 v Kyjevě, Ukrajinská SSR. Skupina působí v hudebních stylech hard-rock, folk, lidové a vlastenecké písně, punk, heavy metal. V 1991-1996 kapela působila ve Francii. Frontman skupiny Oleh Skrypka koncertuje také ve stylu jazz a elektronická hudba a produkoval několik sólových alb. Stal se zakladatelem řady festivalů alternativní hudby, zejména Krajina Mrij a Rock-Sič.

## Současní členové
- Oleh Skrypka - zpěv, akordeon, kytara
- Oleksij Melčenko - basa
- Jevhen Rohačevský - kytara, zpěv
- Serhij Sakhno - bicí, zpěv

## Bývalí členové
- Oleksandr Pipa
- Jurij Zdorenko

## Diskografie
- 1991 - Abo ABO
- 1993 - Zakustyka
- 1994 - Krajina Mrij
- 1996 - Muzika (single)
- 1997 - Muzika
- 1998 - Ljubov (single)
- 2000 - Chvyli Amura
- 2001 - Den NaroDJennja
- 2001 - Mamaj (single)
- 2002 - Fajno
- 2006 - Buly Deňky
- 2007 - Video Collection (DVD)
- 2008 - VV na Rock-Sič festivalové pódium
- 2008 - Hymna Ukrajiny
- 2008 - Video Collection. (2 DVD)
- 2008 - Lado
- 2008 - Buly Deňky (vinyl LP)